# Josef Jury
Josef Jury (* 19. März 1962 in Gmünd) ist ein österreichischer Politiker (Liste Josef Jury, früher FPÖ, FPK bzw. BZÖ) sowie Bäcker- und Konditormeister. Jury ist seit 2005 Bürgermeister von Gmünd und war von 2008 bis 2013 Abgeordneter zum österreichischen Nationalrat.

## Ausbildung und Beruf
Jury besuchte zwischen 1968 und 1972 die Volksschule in Gmünd und danach bis 1976 die örtliche Hauptschule. Zwischen 1976 und 1977 absolvierte er die Handelsschule in Spittal an der Drau und begann im Anschluss eine Lehre als Bäcker- und Konditor, die er 1981 abschloss. Danach leistete Jury 1982 den Präsenzdienst ab und absolvierte 1987 erfolgreich die Meisterprüfung zum Bäcker- und Konditormeister.
Jury war nach seiner Bäcker- und Konditorlehre zwischen 1981 und 1987 als Bäcker- und Konditorgeselle beschäftigt. Danach arbeitete Jury bis 2003 als geschäftsführender Bäcker- und Konditormeister und machte sich 2003 als Bäcker- und Konditormeister selbständig.

## Politik
Jury war zwischen 1993 und 1997 als Gemeinderat in der Stadtgemeinde Gmünd aktiv und war zwischen 1997 und 2005 Mitglied des Stadtrates des Ortes. Seit 2005 ist Jury Bürgermeister der Stadtgemeinde. Jury gehörte zunächst der FPÖ an, wechselte jedoch im Zuge der Parteispaltung zum BZÖ (2005–2009). Jury kandidierte bei der Nationalratswahl 2008 erfolgreich für das BZÖ in Kärnten. Jury war auf der Landesliste des BZÖ-Kärnten an der vierten Stelle gereiht, wurde jedoch im Wahlkreis Kärnten West über ein Direktmandat in den Nationalrat gewählt und am 28. Oktober 2008 als Abgeordneter des BZÖ angelobt. Im BZÖ-Parlamentsklub hatte Jury keine Bereichssprecherfunktion inne.
Am 16. Dezember 2009 spaltete sich das Kärntner BZÖ, sowie Jury vom Bundes-BZÖ ab, und strebte als FPK eine enge Kooperation mit der FPÖ an. Beide Parteien blieben weiter eigenständig mit eigenen Gremien. Jury war zu dieser Zeit sogenannter „wilder Abgeordneter“ ohne eigenen Parlamentsklub. Nach der Wiedervereinigung der FPK mit der FPÖ war Jury dann von November 2010 bis Oktober 2013 Mitglied des FPÖ-Klubs.
Bei der Gemeinderatswahl in Kärnten im Jahr 2021 trat Josef Jury nicht mehr für die FPÖ, sondern mit der Liste Josef Jury (LJJ) an. Zu seiner Namensliste merkte Jury in einem Interview mit der Kleinen Zeitung an, dass jeder wisse, wo seine politische Heimat sei, allerdings werde Parteipolitik nicht in den Gemeinden gemacht. Die Liste sei ein „Sammelbecken von Parteiunabhängigen und Parteimitgliedern“. Ob er selbst noch Parteimitglied der FPÖ ist, bleibt unklar.